# 이하 (당나라)

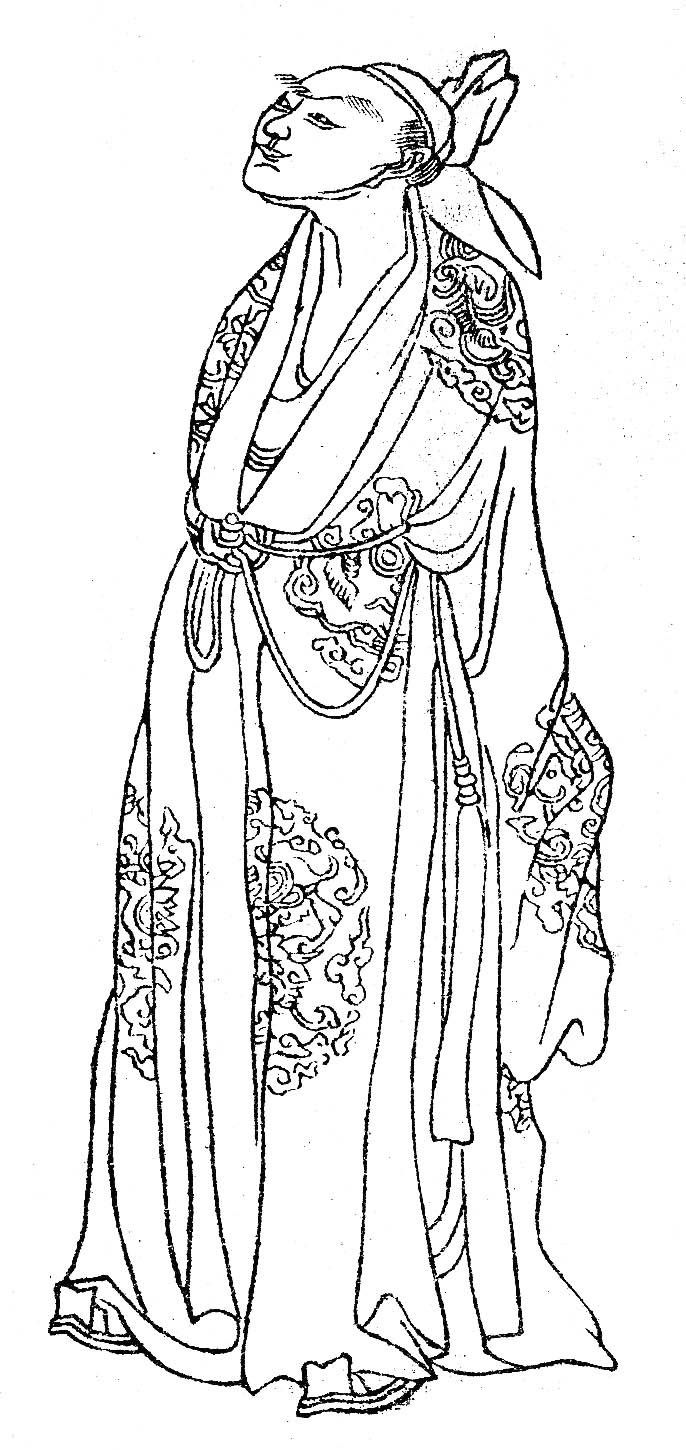
이하

이하(李賀, 791년 ~ 817년)는 중국 당나라의 시인이다. 자는 장길(長吉). 허난성 복창(福昌) 사람이며, 당나라 황실 자손이라고 한다.
한유에게 재주를 인정받은 관계로 인해 한유의 문제(門弟)로 취급당하고 있으나, 중당에 있으면서 만당적(晩唐的) 시풍을 내세웠다. 색채감이 풍부한 예리한 감각적 시를 지었고, 또한 염세주의적인 차가운 눈으로 즐겨 유귀(幽鬼)를 다루기 때문에 ‘유귀의 재주가 있다’고 평해졌다. 의전(儀典)을 담당하는 봉예랑(奉禮郞)을 지냈을 뿐 다른 관직에 있지 않았고, 27세의 젊은 나이로 죽었다.

## 약력
이하의 조상은 고조(高祖) 이연(李淵)의 숙부였던 대정효왕(大鄭孝王) 이량(李亮)이었다. 이량의 장남인 회안정왕(淮安靖王) 수(壽, 자는 신통神通)의 열한 번째 아들인 오국공(呉國公)・익주대도독(益州大都督) 이효일(李孝逸)의 3대 손이 진숙(晉肅)으로 이하의 아버지이다. 아버지 진숙은 두보(杜甫)의 친족으로 섬현령(陝縣令) 등 지방관을 맡은 중견 관리로, 섬현은 당의 수도였던 낙양과 장안을 잇는 길 위에 위치한 요지로서 황실 친족으로만 임명하게 되어 있었다. 이하는 자신의 계보에 몹시 자부심을 가졌고 자신의 출신지가 당 황실과 같은 농서(朧西) 성기(成紀, 지금의 중국 간쑤 성 천수 시天水市)라며 뽐내고 다녔지만, 정작 이하가 태어났을 당시 그의 집안은 중산층 정도로 몰락해 있었다. 어머니는 정씨(鄭氏)로 다른 왕족에게 시집간 누나와 남동생 유(猶)가 있었다고 알려져 있다.
이하는 일찍부터 문학에 재능을 보여, 14세에 여러 편의 악부(樂府)를 지어 이름을 떨쳤으며, 17세 때 당시 문단의 지도자적인 존재였던 한유(韓愈)로부터 격찬받아 그의 비호를 받게 되었다. 810년에 진사(進士)가 되고자 장안으로 가서 과거에 응시했지만, 아버지의 휘였던 「진(晉)」과 진사의 「진(進)」이 같은 발음이라는 얼토당토않은 이유로 시험을 거부당한다(스승 한유가 나서서 『휘를 변명하다』라는 글을 지어 반박했지만 통하지 않았다). 이때의 지식인들에게는 진사로 나아가 과거 시험을 거쳐 관료가 되는 것이 유일한 목적이었고, 그 길이 막혀버린 이하는 실의에 빠져 장안을 떠나 창곡(昌谷)으로 돌아왔다가 이듬해 종9품상 봉례랑(奉禮郎) 관직을 얻어 다시 장안으로 오게 되지만(봉례랑 직책도 황실 혈연자에게 주는 것이 통례였다), 제례 때에 석차를 맡아보는 말석에 불과했던 봉례랑 직책이 성에 차지 못했던 이하는 813년 봄에 「봉례는 관직도 낮으니 더 무엇이 있는가」라는 시를 남기고 관직을 사임한 채 귀향해버렸다. 이듬해 따로 관직을 구하고자 친구 장철(張徹)을 의지해 노주(潞州, 지금의 산서 성山西省 장치 현長治縣)으로 향하지만 뜻을 이루지 못한 채 창곡으로 돌아와, 817년 갑작스레 병을 얻어 어머니 곁에서 숨을 거둔다. 향년 27세였다.

## 인물 · 일화
- 만당(晩唐)의 시인으로 《이하소전(李賀小傳)》을 지은 이상은(李商隱)은 이하의 용모에 대해 「체구가 말랐고, 가늘고 짙은 눈썹이 좌우로 이어졌으며 손톱이 이상하게 길었다」고 묘사하였다. 또한 원만하지 못한 성격으로 종종 타인으로부터 공격받고, 배척당했다(과거를 보지 못한 것도 이 성격이 원인이었다).
- 한유와 마찬가지로 문단의 대가로서 재상을 맡고 있던 원진(元稹)과도 알력이 있었다는 것을 전하는 일화도 있지만 연대가 맞지 않는다.
- 《이하소전》은 또, 어느 날 낮에 천상에서 붉은 옷을 입은 사람이 붉은 용을 타고 내려와 이하의 앞에 나타났는데, 태고전(太古篆) 같은 서체의 한 판서(版書)를 가지고 이하를 부르자 이하가 머리를 조아리며 말하기를 "모친이 늙고 또 병들어서 하는 가기를 원치 않습니다(阿彌老且病 賀不願去)."라고 하자 그 사람은 웃으면서 "상제께서 백옥루를 낙성하셔서 지금 그대를 불러 기문(記文)을 짓게 하려는 것이다. 천상이 더 즐거우니 고통스럽지 않으리라(帝成白玉樓 立召君爲記 天上差樂 不苦也)"라고 대답했고, 이하는 웃으며 따라갔다. 그날이 이하가 숨을 거둔 날이었다는 것이다(이후 '백옥루'는 문인의 죽음을 비유하는 말이 되었다).

## 시의 특징
이하의 시는 생전에 높은 평가를 받지 못했다. 27세로 요절한 그의 작품은 현재 240여 수가 전하고 있다. 그러나 시인으로서 이하는 다른 누구와도 유사점을 찾을 수 없는 독특한 시풍(詩風)을 남겼다. 만당의 시인 두목(杜牧)은 이하의 시를 두고 「소머리를 한 귀신과 뱀몸을 한 귀신 등으로도 그의 시의 허황하고 환상적인 면을 형용하기에는 부족하다」, 「창작에 있어 그는 발자취가 남아 생겨난 길들을 모조리 무시했다」고 평가하였다.
이하의 시는 종종 망령이나 기괴한 생물, 요괴, 초자연 현상이 그려진다. 이하 이외에도 도연명 등이 이러한 소재를 가지고 작품을 쓰긴 했지만, 인간 사회의 풍자와 비판을 위한 일종의 비유적, 시적 충격의 테크닉에 불과했다. 이하의 시에서 망령과 요괴는 시 속에서 '필연'으로 빈번히 등장하고, 때때로 괴이하기 짝이 없는 현상 그 자체가 시의 주제가 된다. 이하에게 전도유망한 문인이라는 자부심을 가진 자신을 '억지'로 몰아붙이며 입신의 길을 막는 세상이야말로 온갖 도깨비 자체였고, 그들의 행동이야말로 이해하기 어려운 괴이한 것이었다. 사람들이 망령이나 괴이라 부르는 것은 실상 이하에게는 '현실'과 다를 바 없는 리얼한 존재, 아니 오히려 반은 환상세계에 발을 걸치고 있었던 이하에게 현실보다 친숙한 존재였던 것이다.
이하의 시를 보다 어둡게 만드는 것은 시 속에서 반복되는 '절망'과 '죽음'의 묘사이다. 『진상에게 드림』이라는 시에서 이하는 "장안에 한 젊은이 있어 나이 스물에 마음은 벌써 늙어버렸네"라고 읊고 있는데, 관료의 길을 억지에 차단당한 이하의 의식은 깊은 절망으로 뒤덮인다. 물론 한시는 비애를 노래하기를 거부하지 않지만, 이하는 비애를 넘어 절망의 경지에 이르고 이 세상 모든 것이 악의에 차 있다는 염세주의의 극치에 이른다. 주위를 온갖 요괴 같은 것들이 둘러싼 절망의 세계를 벗어나려면 죽을 수밖에 없다. 이하의 시에 반복되는 '죽음'이 노래하는 것은 '필연'이었다.
비관적인 내용으로 지옥 같은 끝없는 절망을 느끼게 하면서도, 이하의 시는 동시에 휘황찬란한 느낌을 주는데 그것은 독특한 색채 감각에 있다. 미를 운문으로 표현하는 과정에서 이하는 유독 짙은 색채 묘사에 집착했다. 선명함을 넘어 어둡게 느껴질 정도로 이하의 시 속에는 인공적이기까지 한, 그렇기에 건강한 아름다움을 지닌 색채들이 넘쳐난다. "아름다운 유리 잔과 호박 빛깔 진한 술, 술통에서 떨어지는 술이 진주처럼 붉은데"(『장진주』) 미를 운문으로 표현하려는 것이니까 당연한 일이지만, 이하의 경우는 특히 짙은 색채의 묘사에 집착했다. 날로, 선명함을 넘어 오히려 어두운 느낄 정도로 그 시 중에 넘치는 색채는 인공적인까지 짙은, 그러므로 건강하게 아름다운 것이다.
기교면에서도 시구를 단절시키는 것, 시 한편의 부분 부분, 혹은 하나하나의 구절이 다르고, 의미적으로 이어지지 않고 마치 그때그때 떠오른 문구를 피력한 것처럼 하나의 시를 구성하고 있으며, 이전에는 이용된 적이 없고 일반적으로도 연상하기 어려운 비유를 사용하거나 새로운 말을 지어내서 시에 쓰기를 즐기는 것은 당대 시에서는 찾아보기 힘든 이하만의 독특한 기교였다. 이러한 기교들이 이하만의 독특한 문학 세계를 구축하면서 관람자의 이해를 가로막는 요인이 되어, "이하의 시는 주(注)가 없이는 읽기가 어렵다"는 평가를 받는 원인이 되기도 한다.

## 후대에의 영향
이하 생전에는 일단 '괴이한 것'에 대한 동경이 깊었던 한유가 그의 문학에 대한 이해자이자 강력한 비호자였다. 만당 시대에 이르면 이하의 동족으로 유미적 경향을 추구한 이상은과, 대조적으로 혁명적 사회파였던 피일휴(皮日休)가 이하의 시에 심취하였다. 남송(南宋) 말기에서 원(元) 초기의 한족 민족주의자들도 이하의 시를 아꼈는데, 특히 사호(謝翺)의 시에서 그 영향이 현저히 드러난다.
청(淸)에 이르면 그 명성이 더욱 높아져서 비평가 심덕잠(沈德潛)은 이하의 시를 두고 「천지간에 이런 문필은 없을 것이다」라고까지 했다. 근대에는 청말의 혁명가 담사동(谭嗣同), 중국 근대문학의 아버지라 불리는 루쉰(鲁迅), 중화인민공화국을 수립한 마오쩌둥(毛泽东)이 이하의 시를 애독하였다고 한다.
고려의 문인 이규보는 이하의 『장진주』의 마지막 구절 "술은 유령(劉伶)의 무덤 위에 이를 수 없으리니"에 착안해 『속장진주』를 지었다.

## 저명한 작품
| 가을이 오다(秋來) |                                                   |
| 桐風驚心壯士苦    | 오동잎에 바람 이니 장사의 마음 괴로운데           |
| 衰燈絡緯啼寒素    | 희미한 등불에 풀벌레 소리 차가워라                |
| 誰看靑簡一編書    | 그 누구일까, 나의 시를 읽으며                     |
| 不遣花蟲粉空蠹    | 화충(華蟲)에 좀먹지 않게 할 자는                  |
| 思牽今夜腸應直    | 서글픈 생각에 이 밤 가슴 메이고                   |
| 雨冷香魂弔書客    | 차가운 비 속에 향혼이 내게로 조상온다             |
| 秋墳鬼唱鮑家詩    | 가을 무덤 속에 귀신이 되어 포조의 시를 노래하리니 |
| 恨血千年土中碧    | 한스러운 피는 천년을 두고 땅 속에서 푸르리라      |

## 한국어 번역
- 홍상훈 옮기고 주석을 닮, 《시귀의 노래》, 명문당, 2007년 3월 5일

## 같이 보기
- 한유
- 염세주의